# Medvedie
Medvedie este o comună slovacă, aflată în districtul Svidník din regiunea Prešov. Localitatea se află la altitudinea de 365 m deasupra n.m., se întinde pe o suprafață de 5,05 km2 și în 2017 număra 47 de locuitori.

## Istoric
Localitatea Medvedie este atestată documentar din 1572.

## Demografie
| An:                | 1994 | 2004 | 2014    | 2024   |
| ------------------ | ---- | ---- | ------- | ------ |
| Număr de persoane: | 75   | 57   | 47      | 43     |
| Diferență:         |      | −24% | −17,54% | −8,51% |

| An:                | 2023 | 2024   |
| ------------------ | ---- | ------ |
| Număr de persoane: | 45   | 43     |
| Diferență:         |      | −4,44% |